# Gaston Cougny
Antoine Jean Armand Gaston Cougny (* 5. Dezember 1857 in Bourges; † 5. Juli 1908 ebenda an der Cholera) war ein französischer Jurist, Kunsthistoriker und Biograf.
Zusammen mit Adolphe Robert leitete er die Herausgabe des Dictionnaire des parlementaires français depuis le 1er mai 1789 jusqu’au 1er mai 1889, zudem arbeitete er für verschiedene politische Zeitungen, darunter La Vérité, Le Radical und La France libre, und war an der Gründung von La Commune beteiligt.

## Leben
Gaston Cougny war ein Sohn von Antoine Cougny, einem Hauptinspektor der Zeichenschulen der Stadt Paris, der außerdem Generalrat war und an dem Aufstand teilnahm, der auf den Staatsstreich vom 2. Dezember 1851 folgte. Er war von 1886 bis 1902 Lehrer für Kunstgeschichte an den städtischen Schulen in Paris, bevor er 1902 zum Direktor der École nationale des arts appliqués à l’industrie in Bourges ernannt wurde.
Er war 1878 Sekretär von Louis Blanc und arbeitete etwa zur selben Zeit an der sozialistischen Tageszeitung Le Réveil social mit. In den 1880er Jahren trat er im Gefolge von Édouard Vaillant in die Politik ein und gehörte dem sozialistischen Komitee von Bourges an, das dem 1881 gegründeten Comité révolutionnaire central angehörte, obwohl seine Ideen und seine Ausbildung ihn eher mit Félix Pyat in Verbindung brachten, und leitete dann die reformistische Strömung der 1898 gegründeten Parti socialiste révolutionnaire. Bei den Parlamentswahlen von 1885 und 1898 kandidierte er im Département Cher für die Sozialisten, wobei er im zweiten Wahlgang beinahe den Sieg errungen hätte. Im Jahr 1900 führte er die Liste der von den Sozialisten gewonnenen Kommunalwahlen in Bourges an und wurde am 6. Mai im ersten Wahlgang zum Stadtrat gewählt. Bis 1902 war er dann im Stadtrat für das Bildungswesen zuständig. Nach einem letzten Misserfolg bei den Parlamentswahlen 1902, bei denen er die Sozialistische Partei Frankreichs vertrat, gab er die Politik auf.
Er starb am 5. Juli 1908 in Bourges an der Cholera und wurde am 7. Juli 1908 dort bestattet. Er wurde 50 Jahre alt.

## Werke
- Promenades au Musée du Louvre (Band 1: La Peinture; Band 2: Les Dessins, la Sculpture), Paris, Librairie de l’Art, 1888.
- L’Enseignement professionnel des beaux-arts dans les écoles de la ville de Paris, Paris, Quantin, 1888 (gallica.bnf.fr)
- Bijoux italiens, allemands et hongrois de l’époque de la Renaissance, ayant figuré à l’Exposition d’orfèvrerie de Budapest. Texte historique et descriptif, Paris, Librairie centrale des beaux-arts, 1889.
- mit Adolphe Robert: Dictionnaire des parlementaires français depuis le 1er mai 1789 jusqu’au 1er mai 1889, 5 Bände, 1889–1891 (die einzelnen Bände im Artikel zu Adolphe Robert)
- L’Art antique : Choix de lectures sur l’histoire de l’art, l’esthétique et l’archéologie (Band 1: Égypte, Chaldée, Assyrie, Perse, Asie-Mineure, Phénicie (gallica.bnf.fr); Band 2: La Grèce, Rome (gallica.bnf.fr)), Firmin-Didot, 1892–1893
- L’art au Moyen Âge : origines de l’art chrétien, l’art byzantin, l’art musulman, l’art gothique : choix de lectures sur l’histoire de l’art, l’esthétique et l’archéologie accompagné de notes explicatives, historiques et bibliographiques, Paris, Firmin-Didot, 1894, (gallica.bnf.fr)
- Albums-manuels d’histoire de l’art. L’Antiquité, Paris, Firmin-Didot, 1894 (gallica.bnf.fr)
- L’Art moderne: Choix de lectures sur l’histoire de l’art, l’esthétique et l’archéologie (Band 1: La Renaissance; Band 2: XVIIe, XVIIIe et XIXe siècles), Paris, Firmin-Didot, 1895–1896.